# Стефаньский, Даниэль
Даниэль Богдан Стефаньский (пол. Daniel Bogdan Stefański; род. 7 июля 1977, Быдгощ, Куявско-Поморское воеводство) — польский футбольный судья.

## Карьера
В 2009 году дебютировал в качестве судьи матчей чемпионата Польши по футболу. Его первый матч в качестве арбитра состоялся 14 августа 2009 года между командами «Рух» и «Арка». В 2013 году Стефаньский был включён в список судей ФИФА, а 15 октября того же года впервые выступил в качестве судьи матча на международном уровне, в котором встретились сборные Венгрии и Андорры в рамках отборочного турнира чемпионата мира по футболу 2014 года.
В 2015 году он судил финальный матч Кубка Польши 2015 года между командами «Лех» и «Легия».